# HashTag (гурт)
HashTag (кор. 해시태그, стилізується як haShtag або HASHTAG) ― південнокорейський жіночий гурт, сформований компанією Luk Factory і продюсеркою Кан Мійон. До складу увійшли сім учасниць: Дачон, Хьонджі, Суа, Синмін, Субін, Соджін та Єджі. Гурт дебютував 11 жовтня 2017 року з мініальбомом The girl next door. Дачон і Єджі покинули гурт у березні 2023 року.

## Кар'єра

### До дебюту
Дачон брала участь у першому сезоні шоу Produce 101 як стажер Hello Music Entertainment. Вона вибула в 5 епізоді, а її остаточне місце в рейтингу стало 62-м.

### 2017: Дебют ізThe girl next door
8 вересня 2017 колишня учасниця гурту Baby VOX Кан Мійон підтвердила, що вона буде продюсувати жіночий гурт з семи учасниць під назвою HashTag і гурт дебютує в жовтні. 11 жовтня вийшов дебютний мініальбом гурту The girl next door. 10 жовтня гурт провів презентацію для преси, а 13 жовтня дебютував в етері шоу Music Bank.

### 2018: ПідрозділPurple
18 вересня 2018 року учасниці Дачон, Синмін і Субін дебютували як тріо Purple (кор. 퍼플) з цифровим синглом Maemmaeya.

### 2019:#Aeji #paSsionі «My Style»
Гурт повернувся 16 квітня 2019 року з другим мініальбомом #Aeji #paSsion.
1 жовтня 2019 року гурт випустив свій перший цифровий сингл «My Style».

### 2023: зміни у складі та «Diamond»
21 березня  2023 Luk Factory повідомили, що Дачон і Єджі покидають гурт. HashTag продовжать діяльність з п'ятьома учасницями.
Гурт випустив цифровий сингл «Diamond» 12 червня.

## Учасниці
| Сценічний псевдонім | Сценічний псевдонім | Сценічний псевдонім | Справжнє ім'я | Справжнє ім'я | Справжнє ім'я | Дата народження            | Позиція у гурті                                           |
| Українською         | Латиницею           | Хангилем            | Українською   | Латиницею     | Хангилем      | Дата народження            | Позиція у гурті                                           |
| ------------------- | ------------------- | ------------------- | ------------- | ------------- | ------------- | -------------------------- | --------------------------------------------------------- |
| Хьонджі             | Hyunji              | 현지                | Кім Хьонджі   | Kim Hyun Ji   | 김현지        | 30 червня 1992 (32 роки)   | Вокалістка                                                |
| Суа                 | Sua                 | 수아                | Ян Суа        | Yang Su A     | 양수아        | 24 березня 1995 (30 років) | Реперкам,вокалістка                                       |
| Синмін              | Seungmin            | 승민                | Лі Синмін     | Lee Seung Min | 이승민        | 3 лютого 1996 (29 років)   | Головна вокалістка                                        |
| Субін               | Subin               | 수빈                | О Субін       | Oh Su Bin     | 오수빈        | 30 вересня 1998 (26 років) | Головна танцюристка, вокалістка                           |
| Соджін              | Sojin               | 소진                | Хон Соджін    | Hong So Jin   | 홍소진        | 24 вересня 1999 (25 років) | Вокалістка, макне                                         |
| Колишні учасниці    |                     |                     |               |               |               |                            |                                                           |
| Дачон               | Dajeong             | 다정                | Кім Дачон     | Kim Dajeong   | 김다정        | 8 серпня 1995 (29 років)   | Лідерка, головна реперка, головна танцюристка, вокалістка |
| Єджі                | Aeji                | 애지                | Квон Єджі     | Kwon Ae Ji    | 권애지        | 25 жовтня 1999 (25 років)  | Танцюристка, вокалістка, макне                            |

## Дискографія

### Мініальбоми
| Назва              | Деталі альбому | Пікові позиції у чартах | Продажі                  |
| Назва              | Деталі альбому | KOR                     | Продажі                  |
| ------------------ | --- | ----------------------- | ------------------------ |
| The girl next door | - Реліз: 11 жовтня 2017 - Лейбл: Luk Factory, Genie Music - Формат: CD, цифрове завантаження Трек-лист 1. «Intro» 2. «Hue» (ㅇㅇ) 3. «Like That» (кор. 그런거) 4. «Hz» 5. «When It Rains» (кор. 비가 내리면) 6. «Hue» (ㅇㅇ) inst. | 41                      | - Південна Корея: 1,068+ |
| #Aeji #paSsion     | - Реліз: 16 квітня 2019 - Лейбл: Luk Factory, Genie Music - Формат: CD, цифрове завантаження Трек-лист 1. «Intro» 2. «Freesm» 3. «Love Game» 4. «Hello This Night» (кор. 안녕이밤) 5. «Freesm» inst.                               | 53                      | - Південна Корея: 598    |

### Сингли
| Назва                                                                            | Рік  | Пікові позиції у чартах | Продажі (DL) | Альбом                |
| Назва                                                                            | Рік  | KOR                     | Продажі (DL) | Альбом                |
| -------------------------------------------------------------------------------- | ---- | ----------------------- | ------------ | --------------------- |
| «Hue (ㅇㅇ)»                                                                     | 2017 | —                       | - KOR:       | The girl next door    |
| «Maemmaeya» (맴매야 (I 씐나)) (as PURPLE)                                        | 2018 | —                       | - KOR:       | Не увійшов до альбому |
| «Freesm»                                                                         | 2019 | —                       | - KOR:       | #Aeji #paSsion        |
| «My Style» кор. (어때보여)                                                       | 2019 | —                       | - KOR:       | Не увійшов до альбому |
| «—» релізи, що не потрапили у чарти або не були випущені у відповідних регіонах. |      |                         |              |                       |

## Фільмографія

### Музичні кліпи
| Назва                                          | Рік  | Режисер(и) | Нотатки |
| ---------------------------------------------- | ---- | ---------- | ------- |
| «Hue (ㅇㅇ)»                                   | 2017 |            |         |
| «Maemmaeya» кор. (맴매야 (I 씐나)) (як PURPLE) | 2018 |            |         |
| «Freesm»                                       | 2019 |            |         |